# تام مولر
تام مولر (انگلیسی: Tom Müller؛ زادهٔ ۲۷ نوامبر ۱۹۹۷) بازیکن فوتبال اهل آلمان است.
از باشگاه‌هایی که در آن بازی کرده‌است می‌توان به باشگاه فوتبال هالشر اشاره کرد.